# Anaea otrere
Anaea otrere är en fjärilsart som beskrevs av Jacob Hübner 1825. Anaea otrere ingår i släktet Anaea och familjen praktfjärilar. Inga underarter finns listade i Catalogue of Life.